# Carabe des champs
Espèce
Carabus arvensis, le carabe des champs, est une espèce d'insectes coléoptères de la famille des Carabidae.

## Synonyme
- Carabus arcensis Herbst, 1784

## Philatélie
Ce coléoptère figure sur une émission de la République démocratique allemande de 1968 (valeur faciale : 25 p.).